# Agrias wachenheimi
Agrias wachenheimi är en fjärilsart som beskrevs av Le Moult 1926. Agrias wachenheimi ingår i släktet Agrias och familjen praktfjärilar. Inga underarter finns listade i Catalogue of Life.